# Mercédesz
A Mercédesz spanyol eredetű női név, a María de las Mercedes (Fogolykiváltó Szűz Mária) kifejezésből származik. Maga a szó a latin merces (bér) szóból ered, és arra a váltságdíjra utal, ami a 13. századi Spanyolországban a mórok fogságába esett keresztények kiváltására gyűjtött a "mercedarius" szerzetesrend.

## Gyakorisága
Az 1990-es években gyakori név, a 2000-es években az 59-88. leggyakoribb női név.

## Névnapok
- szeptember 24.[2]

## Híres Mercédeszek
- Ambrus Mercédesz modell
- Stieber Mercédesz magyar vízilabdázó